# Bazzania pompeana
Bazzania pompeana là một loài rêu tản trong họ Lepidoziaceae. Loài này được (Sande Lac.) Mitt. miêu tả khoa học lần đầu tiên năm 1891.